# Konishi Katsuyuki
Konishi Katsuyuki (Nhật: 小西 克幸 sinh ngày 21 tháng 4 năm 1973) là một seiyū (diễn viên lồng tiếng) người Nhật Bản, nguyên quán tại thành phố Wakayama, tỉnh Wakayama. Anh hiện đang làm việc cho Ken Production. Vai diễn đầu tay của anh là Volfogg/Big Volfogg trong GaoGaiGar.
Là một khách mời đặc biệt tại Anime Expo 2010 ở Los Angeles, Hoa Kỳ, Konishi đã có dịp giao lưu với người hâm mộ tại đây và tiết lộ nhân vật anime yêu thích của anh là Kamina trong Tengen Toppa Gurren Lagann; Konishi cho biết thêm mỗi nhân vật anh lồng tiếng đều quan trọng với anh ấy. Konishi nhận danh hiệu Nam diễn viên phụ xuất sắc nhất trong lễ trao Giải thưởng Seiyū thường niên lần thứ 9 vào ngày 6 tháng 3 năm 2015.

## Danh sách phim

### Anime truyền hình
| Năm  | Nhan đề                                                    | Vai | Ghi chú               | Tham khảo |
| ---- | ---------------------------------------------------------- | --- | --------------------- | --------- |
| 1997 | The King of Braves GaoGaiGar                               | VolFogg |                       |           |
| 1997 | Pocket Monsters                                            | Raizō, Kentauros của Satoshi, Boober của Katsura, Porigon của tiến sĩ Akihabara và các vai diễn khác |                       |           |
| 1997 | Thám tử lừng danh Conan                                    | Ogata Minoru, Hojima Akira, Mizuhara Ryuji, Kitada, Morimura, Tsujiei Sonsaku |                       |           |
| 1998 | Bakusō Kyōdai Let's & Go!!                                 | Masao |                       |           |
| 1998 | Sexy Commando Gaiden: Sugoi yo!! Masaru-san                | Matsui |                       |           |
| 1998 | Cardcaptor Sakura                                          | Spinel Sun (lớn), Terada Yoshiyuki (mùa 3) |                       |           |
| 1998 | Ojarumaru                                                  | Go Hiromu |                       |           |
| 1998 | Seiho Bukyo Outlaw Star                                    | Mikey |                       |           |
| 1999 | Dai-Guard                                                  | Yokozawa Shinya, Ijuin Hirotaka |                       |           |
| 1999 | Pocket Monsters: Episode Orange Archipelago                | Kentarous và Kabigon của Satoshi, Kairyu của Yūji và các vai diễn khác |                       |           |
| 1999 | Pocket Monsters: Episode Gold & Silver                     | Raiden, Akito, Daizō, Kentarous và Heracros của Satoshi, Kabigon của Sushi, Kairyu của Wataru, Hassam của Shigeru, Strike của Tsukushi, Delvil của Yamato, Kairyu (tập 253) và các vai diễn khác |                       |           |
| 2000 | Ayashi no Ceres                                            | Tooya |                       |           |
| 2000 | Hand Maid May                                              | Dye-Dye Green (tập 6), Daimon Hiroshi |                       |           |
| 2001 | Touch                                                      | Brian |                       |           |
| 2001 | Dennou Boukenki Webdiver                                   | Wyvarian, Garyun, Franberg H. Jacquard |                       |           |
| 2001 | Zone of the Enders                                         | Sean |                       |           |
| 2001 | Shaman King                                                | Amidamaru |                       |           |
| 2001 | Geisters: Fractions of the Earth                           | Victor Tekius |                       |           |
| 2001 | Hikaru - Kì thủ cờ vây                                     | Ashiwara Hiroyuki |                       |           |
| 2001 | Tennis no Ōjisama                                          | Kajimoto Takahisa |                       |           |
| 2001 | Hellsing                                                   | Mason Fox |                       |           |
| 2001 | i-wish you were here-                                      | Kaneshiro |                       |           |
| 2002 | Full Metal Panic!                                          | Shirai Satoru |                       |           |
| 2002 | Aquarian Age                                               | Hirota Shingo |                       |           |
| 2002 | Rockman.EXE                                                | Hino Kenichi, MagicMan.EXE, BrightMan.EXE |                       |           |
| 2002 | Abenobashi Mahō Shōtengai                                  | Kohei, Asahina Masayuki (lúc nhỏ) |                       |           |
| 2002 | Tokyo Mew Mew                                              | Michelle (tập 29), Momomiya Shintaro |                       |           |
| 2002 | Digimon Frontier                                           | Cha của Koji, Piddomon |                       |           |
| 2002 | Samurai Deeper Kyo                                         | Mibu Kyoshiro, Demon Eyes Kyo |                       |           |
| 2002 | Asobotto Senki Goku                                        | Jetaime |                       |           |
| 2002 | Heat Guy J                                                 | Mitchal Rubenstein |                       |           |
| 2002 | Duel Masters                                               | Knight |                       |           |
| 2002 | Tsuri Baka Nisshi                                          | Yusuke So |                       |           |
| 2002 | Pocket Monsters: Advanced Generation                       | Robert, Izaki, Dee Dunstan, các pokémon của Satoshi: Kentauros, Kabigon, Heracros, Heigani và Onigohri, Sabonea của Kojirō, Bursyamo của Haruka, Ariados của Harley, Delibird của Rocket-dan và các vai diễn khác |                       |           |
| 2002 | Pocket Monsters Side Stories                               | Takumi, các pokémon của Satoshi: Kentauros, Kabigon và Heracros |                       |           |
| 2002 | Weiß Kreuz Glühen                                          | Berger |                       |           |
| 2003 | Shutsugeki! Machine Robo Rescue                            | Mizushima Junichi |                       |           |
| 2003 | Getbackers –Dakkan'ya–                                     | Akutsu Shunsuke (tập 6 đến 8), Uryu Toshiki |                       |           |
| 2003 | Gekitō! Crush Gear Turbo                                   | Muto |                       |           |
| 2003 | Air Master                                                 | Konishi Yoshinori |                       |           |
| 2003 | Stellvia                                                   | Chỉ huy Clark |                       |           |
| 2003 | PBōken Yūki Pluster World                                  | Might V |                       |           |
| 2003 | Dear Boys                                                  | Dobashi Kenji |                       |           |
| 2003 | Croquette!                                                 | Shibasuke, Ganmo, Gyuutan, Wasabi, Muffin Box |                       |           |
| 2003 | Scrapped Princess                                          | Fulle |                       |           |
| 2003 | Tantei Gakuen Q                                            | Kazuki Obayashi |                       |           |
| 2003 | Papuwa                                                     | Maka |                       |           |
| 2003 | Avenger                                                    | Garcia |                       |           |
| 2003 | Rockman.EXE Axess                                          | Brightman |                       |           |
| 2003 | Bobobo-bo Bo-bobo                                          | Kanemaru, Tarashi (tập 2) |                       |           |
| 2004 | Transformers: Energon                                      | Grand Convoy |                       |           |
| 2004 | Gokusen                                                    | Shinohara |                       |           |
| 2004 | SD Gundam Force                                            | Ashuramaru |                       |           |
| 2004 | Monkey Turn                                                | Enoki Yuusuke |                       |           |
| 2004 | Hikari to Mizu no Daphne                                   | Giro |                       |           |
| 2004 | Kyo Kara Maoh!                                             | Shibuya Shori |                       |           |
| 2004 | Duel Masters Charge                                        | Night |                       |           |
| 2004 | Samurai Champloo                                           | Daikichi | Tập 7                 |           |
| 2004 | Monkey Turn V                                              | Enoki Yusuke |                       |           |
| 2004 | Agatha Christie no Meitantei Poirot to Marple              | Ông Robinson | Tập 2                 |           |
| 2004 | Galaxy Angel X                                             | Kabao | Tập 20                |           |
| 2004 | Onmyou Taisenki                                            | Taika no Yatarou, Souma no Chichi, Genbu no Ganzou |                       |           |
| 2004 | Rockman.EXE Stream                                         | Hino Kenichi, Magicman, Brightman |                       |           |
| 2004 | Zoids Fuzors                                               | Rasutani |                       |           |
| 2004 | Samurai Gun                                                | Daimon |                       |           |
| 2004 | Bleach - Sứ mạng thần chết                                 | Asano Keigo, Hisagi Shuhei |                       |           |
| 2005 | Yakitate!! Japan                                           | Carn |                       |           |
| 2005 | Aquarion                                                   | Shilha |                       |           |
| 2005 | MÄR                                                        | Ash, Jupiter |                       |           |
| 2005 | Luật của Ueki                                              | Onimon |                       |           |
| 2005 | Loveless                                                   | Sobi Agatsuma |                       |           |
| 2005 | Gokujō Seitokai                                            | Kurisu Shimon |                       |           |
| 2005 | Yūshaō GaoGaiGar FINAL: Grand Glorious Gathering           | Volfogg |                       |           |
| 2005 | Trinity Blood                                              | Radu Barvon |                       |           |
| 2005 | Kyōshoku Sōkō Guyver                                       | Makishima Agito/Guyver III |                       |           |
| 2005 | Gunparade Orchestra                                        | Ryuuzouji Shion |                       |           |
| 2005 | Shakugan no Shana                                          | Merihim/Shiro |                       |           |
| 2005 | IGPX: Immortal Grand Prix                                  | Ricardo Montajio |                       |           |
| 2005 | Black Cat                                                  | Zaguine Axeloke |                       |           |
| 2005 | My-Otome                                                   | Sergay Wáng |                       |           |
| 2005 | Blood+                                                     | Haji |                       |           |
| 2005 | Karin                                                      | Usui Kenta |                       |           |
| 2006 | Pocket Monsters: Diamond and Pearl                         | Các pokémon của Satoshi: Kabigon, Heracros, Heigani, Onigohri, Mukuhawk và Gliger/Glion, Gregguru của Takeshi, Bursyamo và Kameil của Haruka, Sabonea của Kojirou, Gaburias của Shirona, Bohmander của J, Delibird của Nhóm Rocket, Emperte của Jun, Alligates của Kazunari, Rentorar của Marble, Flowsel của Maximum Mặt nạ, Heracros của Jun, Airmd của Jun và các vai diễn khác |                       |           |
| 2006 | Galaxy Angel II                                            | Kuhen Bahm |                       |           |
| 2006 | La Corda D'Oro                                             | Osaki Shinobu |                       |           |
| 2006 | Tokimeki Memorial Only Love                                | Kamino Ryoichi |                       |           |
| 2006 | Shonen Onmyouji                                            | Guren |                       |           |
| 2006 | D.Gray-man                                                 | Komui Lee |                       |           |
| 2007 | Kyōshirō to Towa no Sora                                   | Ayanokoji Kyoshiro |                       |           |
| 2007 | Chàng quản gia                                             | Nonohara Kaede |                       |           |
| 2007 | Tengen Toppa Gurren Lagann                                 | Kamina |                       |           |
| 2007 | Gegege no Kitarō                                           | Azuki-arai, Dracula the 3rd, Kasa-Bake (thứ nhất), Shu no bon, Godou-Tenrin-Ou (tập 88), Gokan-Ou (tập 7), Kawa-Otoko (các tập 42, 82) |                       |           |
| 2007 | Kiss Dum -ENGAGE planet-                                   | Masaki |                       |           |
| 2007 | Ōedo Rocket                                                | Genzou, Nakashima Kazuki, Knee |                       |           |
| 2007 | Shinkyoku Sōkai Polyphonica                                | Psyche Renbart |                       |           |
| 2007 | Kishin Taisen Gigantic Formula                             | Hasan Papas |                       |           |
| 2007 | Kaze no Stigma                                             | Irwin Leszal |                       |           |
| 2007 | Devil May Cry                                              | Simon |                       |           |
| 2007 | Potemayo                                                   | Kasugano Matsuichi, Kasugano Takeji, Kasugano Umezo |                       |           |
| 2007 | Bamboo Blade                                               | Ishida Toraji |                       |           |
| 2007 | Suteki Tantei Labyrinth                                    | Inogami Ryūsuke |                       |           |
| 2007 | Mobile Suit Gundam 00                                      | Johann Trinity |                       |           |
| 2007 | Moyashimon                                                 | Misato Kaoru |                       |           |
| 2008 | Rental Magica                                              | Sekiren |                       |           |
| 2008 | Kyo kara Maoh! 3rd Series                                  | Shibuya Shōri |                       |           |
| 2008 | Macross Frontier                                           | Ozma Lee |                       |           |
| 2008 | Monochrome Factor                                          | Kō |                       |           |
| 2008 | Sekirei                                                    | Seo Kaoru |                       |           |
| 2008 | Mugen no Jūnin                                             | Shizuma Eiku |                       |           |
| 2008 | Skip Beat!                                                 | Tsuruga Ren |                       |           |
| 2008 | Tytania                                                    | Fan Hulic |                       |           |
| 2008 | Negibōzu no Asatarō                                        | Hansuke |                       |           |
| 2009 | Kurokami The Animation                                     | Reishin |                       |           |
| 2009 | Asu no Yoichi!                                             | Saginomiya Ukyo |                       |           |
| 2009 | Basquash!                                                  | Slash (lúc nhỏ) |                       |           |
| 2009 | Chàng quản gia (anime mùa 2)                               | Nonohara Kaede, ông Aizawa |                       |           |
| 2009 | Polyphonica Crimson S                                      | Psyche Renbart |                       |           |
| 2009 | Dragon Ball Kai                                            | Thuyền trưởng Ginyu |                       |           |
| 2009 | Sōten Kōro                                                 | Li Tong |                       |           |
| 2009 | GA Geijutsuka Art Design Class                             | Uozumi |                       |           |
| 2009 | Hetalia: Axis Powers                                       | America, Canada |                       |           |
| 2009 | Toaru Kagaku no Railgun                                    | Kurozuma Wataru |                       |           |
| 2009 | Tatakau Shisho                                             | Yukizona |                       |           |
| 2009 | Tegami Bachi: Letter Bee                                   | Largo Lloyd |                       |           |
| 2009 | Tamagotchi!                                                | Gotchiman, Narrator |                       |           |
| 2009 | Fairy Tail                                                 | Laxus Dreyar |                       |           |
| 2009 | Kūchū Buranko                                              | Arai |                       |           |
| 2010 | Okamikakushi                                               | Washiu Miyuki |                       |           |
| 2010 | Durarara!!                                                 | Tom Tanaka |                       |           |
| 2010 | Hanamaru Yōchien                                           | Ông sếp |                       |           |
| 2010 | Sekirei: Pure Engagement                                   | Seo Kaoru |                       |           |
| 2010 | Tegami Bachi: Reverse                                      | Largo Lloyd |                       |           |
| 2010 | Togainu no Chi                                             | Kiriwari |                       |           |
| 2010 | Tantei Opera Milky Holmes                                  | Pero |                       |           |
| 2011 | Beelzebub                                                  | Oga Tatsumi |                       |           |
| 2011 | Duel Masters Victory                                       | Người dẫn truyện |                       |           |
| 2011 | Toriko                                                     | Buranchi Tengu (từ tập 129), Umeda Uumen |                       |           |
| 2011 | Sacred Seven                                               | Kenmi Yūji |                       |           |
| 2011 | Hậu duệ của Nurarihyon (anime mùa 2)                       | Keikain Ryūji |                       |           |
| 2011 | Maji de Watashi ni Koi Shinasai!                           | Kazama Shoichi |                       |           |
| 2011 | Shakugan no Shana III                                      | Merihim tức Shiro |                       |           |
| 2011 | Sekai-ichi Hatsukoi                                        | Takano Masamune |                       |           |
| 2011 | Last Exile: Fam, The Silver Wing                           | Kayvān |                       |           |
| 2012 | Natsume Yuujin chou                                        | Cha của Natsume |                       |           |
| 2012 | Amagami SS+                                                | Inago Mặt nạ |                       |           |
| 2012 | Danshi Kōkōsei no Nichijō                                  | Hội trưởng Hội học sinh Chuo |                       |           |
| 2012 | Saint Seiya Omega                                          | Lionet Sōma |                       |           |
| 2012 | Medaka Box                                                 | Moji Mahibi |                       |           |
| 2012 | Tiệm cà phê Gấu Trắng                                      | Gấu trúc làm việc toàn thời gian, Cánh cụt Adélie |                       |           |
| 2012 | Pocket Monsters: Best Wishes! Season 2                     | Gaburias của Shirona |                       |           |
| 2012 | Phi Brain                                                  | Whist |                       |           |
| 2012 | Jormungand                                                 | R |                       |           |
| 2012 | Inazuma Eleven GO 2: Chrono Stone                          | Zanark |                       |           |
| 2012 | Hyouka                                                     | Takeo Kaitō |                       |           |
| 2012 | Moyashimon Returns                                         | Misato Kaoru |                       |           |
| 2012 | Ixion Saga DT                                              | Adjutant Konitan |                       |           |
| 2012 | Jormungand Perfect Order                                   | R |                       |           |
| 2012 | Initial D: Fifth Stage                                     | Minagawa Hideo |                       |           |
| 2013 | Hetalia: The Beautiful World                               | America, Canada |                       |           |
| 2013 | Haganai NEXT                                               | Hasegawa Hayato |                       |           |
| 2013 | Mondaiji-tachi ga Isekai Kara Kuru Sō Desu yo              | Mandra |                       |           |
| 2013 | Karneval                                                   | Tokitatsu |                       |           |
| 2013 | Suisei no Gargantia                                        | Pinion |                       |           |
| 2013 | Arata Kangatari                                            | Ohika |                       |           |
| 2013 | Cardfight!! Vanguard                                       | Kishida Osamu |                       |           |
| 2013 | Danganronpa: The Animation                                 | Ōwada Daiya |                       |           |
| 2013 | Mushibugyō                                                 | Mushikari Leader |                       |           |
| 2013 | Kakumeiki Valvrave                                         | Delius Wartenberg |                       |           |
| 2013 | Silver Spoon                                               | Hachiken Shingo |                       |           |
| 2013 | Diabolik Lovers                                            | Sakamaki Reiji |                       |           |
| 2013 | Gaist Crusher                                              | Volcan |                       |           |
| 2013 | Tanken Driland                                             | Desmonos |                       |           |
| 2013 | Kill la Kill                                               | Kinagase Tsumugu, Guts |                       |           |
| 2013 | Phi Brain: Kami no Puzzle                                  | Hoist |                       |           |
| 2013 | Pocket Monsters: Best Wishes! Season 2: Decolora Adventure | Kentauros của Satoshi |                       |           |
| 2014 | D-Frag!                                                    | Kazama Kenji |                       |           |
| 2014 | Strange+                                                   | Mera |                       |           |
| 2014 | Wizard Barristers: Benmashi Cecil                          | Ekusou Shizumu |                       |           |
| 2014 | Hōzuki no Reitetsu                                         | Beelzebub |                       |           |
| 2014 | La Corda d'Oro Blue Sky                                    | Kisaragi Ritsu |                       |           |
| 2014 | Majin Bone                                                 | Dark Gryphon |                       |           |
| 2014 | Tokyo Ghoul                                                | Amon Kōtarō |                       | [ 3 ]     |
| 2014 | Akame ga Kill!                                             | Bulat |                       |           |
| 2014 | Mobile Suit Gundam-san                                     | Char-san |                       |           |
| 2014 | Thất hình đại tội                                          | Dreyfus |                       |           |
| 2014 | Bonjour Koiaji Patisserie                                  | Aoi Ibuki |                       | [ 4 ]     |
| 2015 | Binan Kōkō Chikyū Bōei-bu LOVE!                            | Hashida Wario |                       |           |
| 2015 | Durarara!!x2                                               | Tanaka Tom |                       |           |
| 2015 | Diabolik Lovers: More, Blood                               | Reiji Sakamaki |                       |           |
| 2015 | Arslan Senki                                               | Shapur, Esfan |                       |           |
| 2015 | The Rolling Girls                                          | Shutendōji |                       | [ 5 ]     |
| 2015 | Tokyo Ghoul √A                                             | Amon Kōtarō |                       | [ 6 ]     |
| 2015 | Prison School                                              | Morokuzu "Gakuto" Takehito |                       | [ 7 ]     |
| 2015 | Akagami no Shirayukihime                                   | Sakaki |                       |           |
| 2015 | Rampo Kitan: Game of Laplace                               | Kagami Keisuke |                       | [ 8 ]     |
| 2015 | One-Punch Man                                              | Tank Top Master |                       |           |
| 2015 | Ninja Slayer From Animation                                | Buster Tetsuo |                       |           |
| 2015 | Hokuto no Ken: Ichigo Aji                                  | Kenshiro |                       | [ 9 ]     |
| 2015 | Ushio to Tora                                              | Kuin |                       |           |
| 2016 | Gate: Jieitai Kano Chi nite, Kaku Tatakaeri                | Zorzal El Caesar |                       |           |
| 2016 | Magi – Mê cung thần thoại: Những cuộc phiêu lưu của Sinbad | Badr |                       |           |
| 2016 | Akagami no Shirayukihime 2nd Season                        | Sakaki |                       |           |
| 2016 | Fairy Tail Zero                                            | Yuri Dreyar |                       |           |
| 2016 | Heavy Object                                               | Prizewell City Slicker |                       |           |
| 2016 | Onigiri                                                    | Người dẫn truyện |                       | [ 10 ]    |
| 2016 | Cheer Boys!!                                               | Hasegawa Gen |                       | [ 11 ]    |
| 2016 | One Piece                                                  | Sheepshead |                       |           |
| 2016 | Rin-ne                                                     | Refuto | Tập 34                |           |
| 2016 | Fate/kaleid liner Prisma Illya 3rei!!                      | Darius Ainsworth | Episodes 3, 5-6, 8-10 |           |
| 2016 | Days                                                       | Nakazawa Katsutoshi |                       |           |
| 2016 | Sousei no Onmyouji                                         | Ujii Kengo |                       |           |
| 2016 | Magic★Kyun! Renaissance                                    | Tōdō Chieri |                       |           |
| 2017 | Sakura Quest                                               | Takamizawa |                       | [ 12 ]    |
| 2017 | Ao no Exorcist: Kyoto Saga                                 | Jūzō Shima |                       |           |
| 2017 | Ōshitsu Kyōshi Haine                                       | Chủ tiệm Café |                       |           |
| 2017 | Mahōjin Guru Guru                                          | Udberg Eldol/Kita Kita Oyaji |                       |           |
| 2017 | Puri-Puri Chiichan                                         | Fukkun | Tập 16                |           |
| 2019 | THÁNH ĐẤU SĨ SEIYA: Hiệp sĩ hoàng đạo                      | Thiên Mã Seiya |                       |           |
| 2021 | Kimetsu no Yaiba                                           | Uzui Tengen |                       |           |
| 2023 | Ooyuki Umi no Kaina                                        | Olinoga |                       | [ 13 ]    |

### Drama CD
- 7 Seeds, Asai Semimaru[14]
- Diabolik Lovers, Reiji Sakamaki
- Hetalia: Axis Powers, America
- Onii-chan to Issho, Miyashita Takeshi
- Hậu duệ của Nurarihyon: Sennen Makyou Character CD Series (Keikain Ryuji & Keikain Akifusa) Special Drama Track, Keikain Ryuji
- Pandora Hearts, Gilbert Nightray/Raven
- Pyū to Fuku! Jaguar, Hammer
- Sekai-ichi Hatsukoi, Takano Masamune/Saga
- Shin Megami Tensei: Devil Survivor, Eiji Kamiya
- Tales of Symphonia A Long Time Ago, Lloyd Irving
- Tales of Symphonia Rodeo Ride Tour, Lloyd Irving
- Kōkō Debut, Tamura Fumiya
- Sono Yubi Dake ga Shitte Iru, Shohei Kazuki

### OVA
| Năm  | Nhan đề                                                    | Vai                 | Ghi chú | Tham khảo |
| ---- | ---------------------------------------------------------- | ------------------- | ------- | --------- |
| 2000 | Yūshaō GaoGaiGar FINAL                                     | VolFogg             |         |           |
| 2000 | Refrain Blue                                               | Yoshihiro Matsunaga |         |           |
| 2003 | Tenchi Muyo! Ryo Ohki OAV 3                                | Sorunaru            |         |           |
| 2003 | Saint Seiya: The Hades Chapter - Sanctuary                 | Capella of Auriga   |         |           |
| 2004 | Yakin Byōtō                                                | Bác sĩ Sekigawa     |         |           |
| 2005 | Saint Seiya: The Hades Chapter - Inferno                   | Phoenix Ikki        |         |           |
| 2006 | TANK S.W.A.T. 01                                           | Habana              |         |           |
| 2007 | Kyo Kara Maoh! R                                           | Shibuya Shouri      |         |           |
| 2008 | Saint Seiya: The Hades Chapter - Elysion                   | Phoenix Ikki        |         |           |
| 2008 | Mobile Suit Gundam MS IGLOO 2: The Gravity Front           | Rayban Surat        |         |           |
| 2010 | Beelzebub                                                  | Oga Tatsumi         |         |           |
| 2010 | H.H.H Triple Ecchi                                         | Cha của Miyuki      |         |           |
| 2011 | Sekai-ichi Hatsukoi                                        | Takano Masamune     |         |           |
| 2012 | Fairy Tail Memory Days                                     | Laxus Dreyar        |         |           |
| 2014 | Magi – Mê cung thần thoại: Những cuộc phiêu lưu của Sinbad | Badr                |         |           |
| 2015 | Diabolik Lovers                                            | Reiji Sakamaki      |         |           |
| 2016 | Tenchi Muyo! Ryo-Ohki                                      | Masaki Nobuyuki     | OVA 4   | [ 15 ]    |

### ONA
| Năm  | Nhan đề                           | Vai              |
| ---- | --------------------------------- | ---------------- |
| 2006 | The King of Fighters: Another Day | Maxima           |
| 2015 | Kare Baka                         | Kurosaki Piisuke |
| 2016 | Monster Strike                    | Shirahama Taiyou |

### Phim anime
| Năm  | Nhan đề                                                                | Vai                                                           |
| ---- | ---------------------------------------------------------------------- | ------------------------------------------------------------- |
| 1999 | Pokémon: Pikachu Tankentai                                             | Paras                                                         |
| 1999 | Pokémon: Sự bùng nổ của Lugia huyền thoại                              | Thunder                                                       |
| 2000 | Pokémon: Pikachu to Pichu                                              | Koratta                                                       |
| 2000 | Gekijō-ban Cardcaptor Sakura: Fuuin Sareta Card                        | Terada Yoshiyuki                                              |
| 2001 | Pokémon: Celebi và Cuộc gặp gỡ vượt thời gian                          | Hassam của Vicious                                            |
| 2004 | Pokémon: Deoxys kẻ phá vỡ bầu trời                                     | Heigani của Satoshi, Rayquaza                                 |
| 2005 | Pokémon: Mew Và Người hùng của ngọn sóng Lucario                       | Heigani của Satoshi, Sabonea của Kojirō                       |
| 2006 | Pokémon: Ngôi đền đại dương                                            | Heigani của Satoshi                                           |
| 2007 | JoJo no Kimyō na Bōken: Phantom Blood                                  | Jonathan Joestar                                              |
| 2007 | Pokémon: Cuộc đối đầu giữa Dialga với Palkia và Darkrai                | Gureggru của Takeshi                                          |
| 2007 | Naruto Shippuden                                                       | Setsuna                                                       |
| 2007 | Bleach: The DiamondDust Rebellion                                      | Hisagi Shūhei                                                 |
| 2008 | Gurren Lagann the Movie, The Lights in the Sky Are Stars               | Kamina                                                        |
| 2008 | Pokémon: Giratina và Bông hoa của bầu trời                             | Glion của Satoshi, Gureggru của Takeshi                       |
| 2008 | Bleach: Fade to Black                                                  | Hisagi Shuuhei                                                |
| 2008 | Gegege no Kitarō: Nippon Bakuretsu!!                                   | Azuki Arai                                                    |
| 2009 | Pokémon: Arceus chinh phục khoảng không thời gian                      | Mukuhawk của Satoshi, Glion của Satoshi, Gureggru của Takeshi |
| 2010 | Pokémon: Zoroark: Bá chủ của ảo ảnh                                    | Gureggur của Takeshi, Raikou                                  |
| 2010 | Bleach: Hell Verse                                                     | Asano Keigo                                                   |
| 2011 | Macross Frontier: Sayonara no Tsubasa                                  | Ozma Lee                                                      |
| 2011 | Heart no Kuni no Alice – Wonderful Wonder World                        | Blood Dupre                                                   |
| 2012 | Fuse Teppō Musume no Torimonochō                                       | Dousetsu                                                      |
| 2014 | Sekai-ichi Hatsukoi: Yokozawa Takafumi no Baai                         | Takano Masamune                                               |
| 2017 | Shin - cậu bé bút chì: Cuộc xâm lăng của người ngoài hành tinh Shiriri | Yao                                                           |

### Video game
1999
- Bakumatsu Roman: Gekka no Kenshi, Washizuka Keiichiro
- Captain Love, Serizawa Kumon
- The King of Fighters '99, Maxima

2000
- The King of Fighters 2000, Maxima

2001
- Goemon: Shin Sedai Shūmei!, Kojiro

2002
- Kaitou Apricot, Mochizuki So

2003
- Venus & Braves, Red, Melvin
- Kin'iro no Corda, Osaki Shinobu
- Tales of Symphonia, Lloyd Irving
- Gakuen Heaven: Boy's Love Scramble, Niwa Tetsuya

2004
- Inuyasha: Juso no Kamen, Utsugi
- Shaman King: Spirit Funbari, Amidamaru
- Monkey Turn V, Enoki Yusuke
- ZOIDS VS. III, Rasutani

2005
- Rean no Tsubasa, Thuyền trưởng Kairaku

2006
- Baten Kaitos II, Fuse
- Shakugan no Shana, Merihimu
- Gunparade Orchestra: Midori no Shou, Ryuzoji Shion
- .hack//G.U., Sakaki
- Gunparade Orchestra: Ao no Shou, Ryuzoji Shion
- Arabians Lost: The Engagement on Desert, Tyrone Vail
- Blood+: One Night Kiss, Haji
- Blood+: Final Piece, Haji
- Summon Night 4, Subaru
- Yoake Mae Yori Ruriiro na: Brighter than Dawning Blue, Takami Sawajin
- Tales of the World: Radiant Mythology, Lloyd Irving

2007
- Saint Seiya: The Hades, Phoenix Ikki
- D.Gray-man: Kami no Shitotachi, Komui Lee
- Trusty Bell: Chopin no Yume, Crescendo
- Tales of Fandom Vol.2, Lloyd Irving
- Shounen Onmyouji: Tsubasa Yoima, Ten e Kaere, Guren
- Gurren Lagann, Kamina
- Assassin's Creed, Altair Ibn La Ahado
- Samurai Warriors 2 Xtreme Legends, Maeda Toshiie

2008
- Your Memories Off: Girl's Style, Kuta
- Mobile Suit Gundam 00, Johann Trinity
- Warriors Orochi 2, Maeda Toshiie
- Tales of Symphonia: Dawn of the New World, Lloyd Irving
- Zero: Tsukihami no Kamen, Kirishima Choshiro
- D.Gray-man: Sousha no Shikaku, Komui Lee
- Macross Ace Frontier, Ozuma Lee
- Mobile Suit Gundam 00 Gundam Meisters
- Monochrome Factor Cross Road, Ko
- Blazer Drive, Jonathan
- Suikoden Tierkreis, Dirk
- Togainu no Chi: True Blood, Kiriwari
- Fushigi Yūgi: Suzaku Ibun, Hotohori

2009
- Tales of the World: Radiant Mythology 2, Lloyd Irving
- Killzone 2, Thomas Cebu Sebuchenko
- Bamboo Blade: Sorekara no Chousen, Ishida Toraji
- Arc Rise Fantasia, Sage
- Tales of VS., Lloyd Irving
- Ookamikakushi, Washuu Miyuki
- Macross Ultimate Frontier, Ozuma Lee
- Dragon Ball Raging Blast, Ginyu
- Warriors Orochi Z, Maeda Toshiie
- Samurai Warriors 3, Maeda Toshiie
- Initial D Arcade Stage 5, Minagawa Hideo

2010
- Kin'iro no Corda 3, Osaki Shinobu
- Hokuto Musou, Kenshiro
- No More Heroes: Eiyūtachi no Rakuen, Henry
- GA: Geijutsuka Art Design Class -Slapstick Wonderland-, Uozumi
- Another Century's Episode: R, Ozuma
- Durarara!! 3way standoff, Tanaka Tom
- Dragon Ball Raging Blast 2, Ginyu
- Starry Sky: After Spring, Oshinari Haru
- Samurai Warriors 3: Xtreme Legends, Maeda Toshiie

2011
- Another Century's Episode Portable, Ozma Lee
- Macross Triangle Frontier, Ozuma Lee
- Tales of the World: Radiant Mythology 3, Lloyd Irving
- Rune Factory Oceans, Joe
- Killzone 3, Thomas Cebu Sebuchenko
- Gakuen Hetalia Portable, America
- Rewrite, Ohtori Sakuya
- Saint Seiya: Sanctuary Battle, Phoenix Ikki
- Assassin's Creed Revelations, Altair Ibn La Ahado
- Initial D Arcade Stage 6 AA, Minagawa Hideo
- Samurai Warriors: Chronicles, Maeda Toshiie
- Samurai Warriors 3: Empires, Maeda Toshiie
- Warriors Orochi 3, Toshiie Maeda

2012
- Genso Suikoden: Tsumugareshi Hyakunen no Toki, Ducasse
- Shin Hokuto Musou, Kenshiro
- Solomon's Ring, Asmodeus
- Initial D Arcade Stage 7 AAX, Minagawa Hideo
- Samurai Warriors: Chronicles 2nd, Maeda Toshiie

2013
- Valhalla Knights 3, Carlos
- Shin Megami Tensei IV, Walter
- Super Robot Wars Operation Extend, Kamina, Ozma Lee
- Metal Max 4: Gekkō no Diva, Lalo
- Gaist Crusher, Borukan
- Warriors Orochi 3 Ultimate, Maeda Toshiie

2014
- Call of Duty: Advanced Warfare, Gideon, các vai người Nhật
- Samurai Warriors 4, Maeda Toshiie
- Samurai Warriors: Chronicle 3, Maeda Toshiie

2015
- Samurai Warriors 4-II, Naomasa Ii, Maeda ToStars
- Fire Emblem Fates, Xander
- Initial D Arcade Stage 8 Infinity, Minagawa Hideo

2016
- The King of Fighters XIV, Maxima
- Gundam Breaker 3, Ông Gunpla

2017
- Final Fantasy XIV: Stormblood, Hien

2019
- Arknights, SilverAsh

2021
- Alchemy Stars, Sorl & Bekk

2024
- Honkai Star Rail, Boothill

### Lồng tiếng phim
- CatDog, Cat (Jim Cummings)
- Coyote Ugly, Kevin O'Donnell
- Doctor Who, Ninth Doctor
- Eden, Vaughan
- The Fast and the Furious: Tokyo Drift, Sean Boswell
- Final Destination, Billy Hitchcock
- Flight of Fury, Captain Richard "Rick" Jannick
- The Green Hornet, Danny "Crystal" Clear
- Illegal Tender, Wilson DeLeon Jr.
- The In Crowd, Bobby
- Power Rangers Megaforce, Robo Knight
- Road Trip, Jacob Schultz
- Showtime, Lazy Boy
- Speed Racer, Rex Racer
- Transformers Animated, Angry Archer (Jeff Bennett)

### Tokusatsu
2004
- ULTRAMAN, Beast the One (lồng tiếng bởi Ōsumi Ken'ya)

2009
- Kamen Rider Decade: All Riders vs. Dai-Shocker, Othet Kamen Rider und Kaijin (lồng tiếng bởi Ohmura Tooru, Anai Yuuki, Sakakura Tetsu, Satoshi)

2010
- Tensou Sentai Goseiger, Gosei Knight (tập 17-46, 48-50)/Dark Gosei Knight (tập 47-48)
- Tensou Sentai Goseiger: Epic on the Movie, Gosei Knight

2011
- Tensou Sentai Goseiger vs. Shinkenger: Epic on Ginmaku, Gosei Knight
- Kaettekita Tensou Sentai Goseiger last epic, Gosei Knight
- Gokaiger Goseiger Super Sentai 199 Hero Great Battle, Gosei Knight

2013
- Unofficial Sentai Akibaranger Season Tsu, Smapho Monger (tập 4), Kunimasmaphogany (tập 5)

### Vomic
- Beelzebub, Oga Tatsumi
- Kuroko - Tuyển thủ vô hình, Kagami Taiga
- Medaka Box, Moji Mahibi